# Berdychów (Przyszowa)
Berdychów – część wsi Przyszowa w Polsce, położona w województwie małopolskim, w powiecie limanowskim, w gminie Łukowica.
W latach 1975–1998 Berdychów administracyjnie należał do województwa nowosądeckiego.
Berdychów w latach 1954–1972 wchodził w skład gromady Przyszowa.
Nazwa Berdychów zwyczajowo używana jest do określania całego sołectwa Przyszowa II.

## Edukacja
- Szkoła podstawowa nr 2 im Henryka Sienkiewicza w Przyszowej (Berdychowie)[6][7].

## Galeria zdjęć

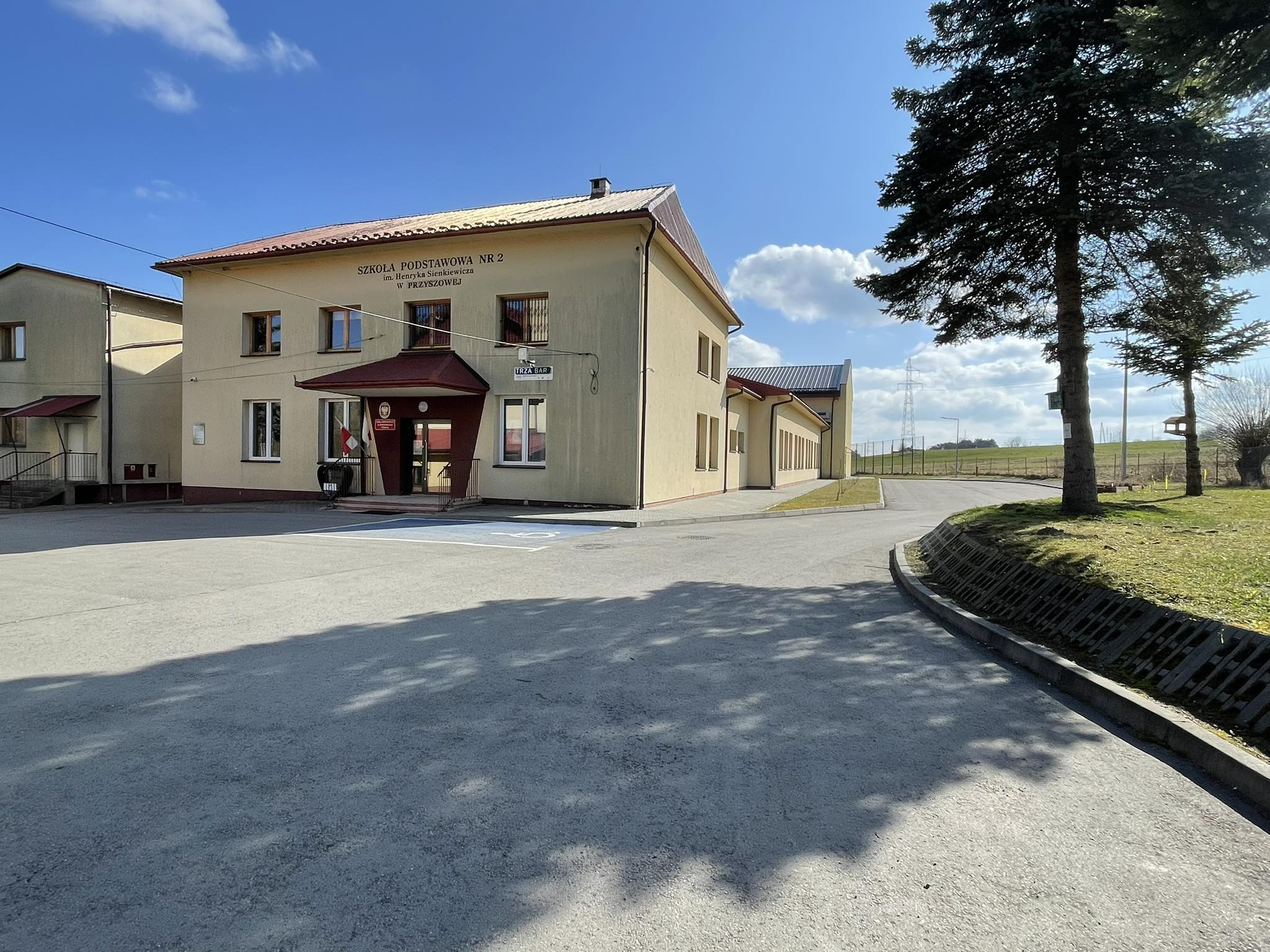
Szkoła podstawowa nr 2 w Przyszowej (Berdychowie)
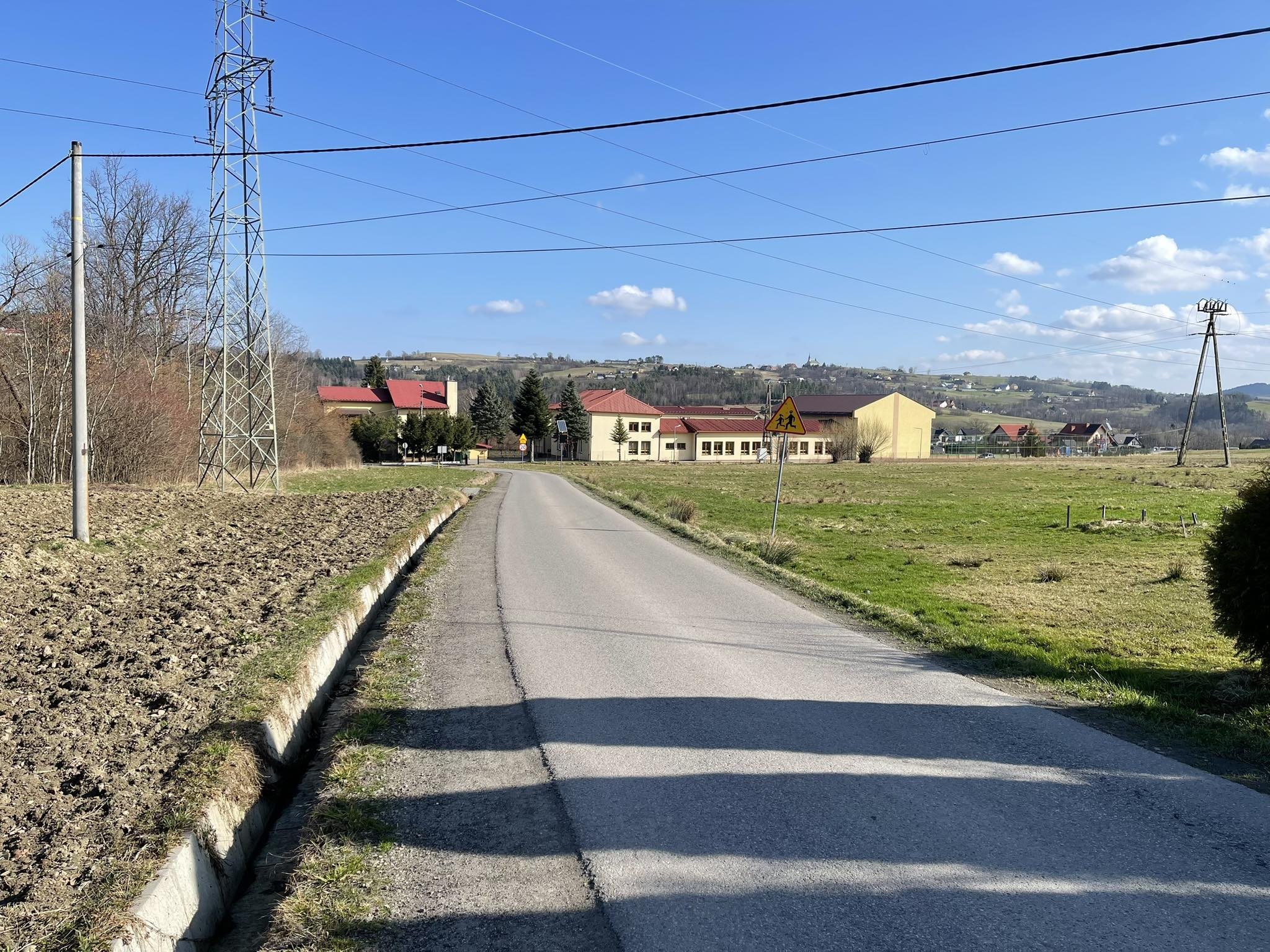
Szkoła i zabudowania Berdychowa
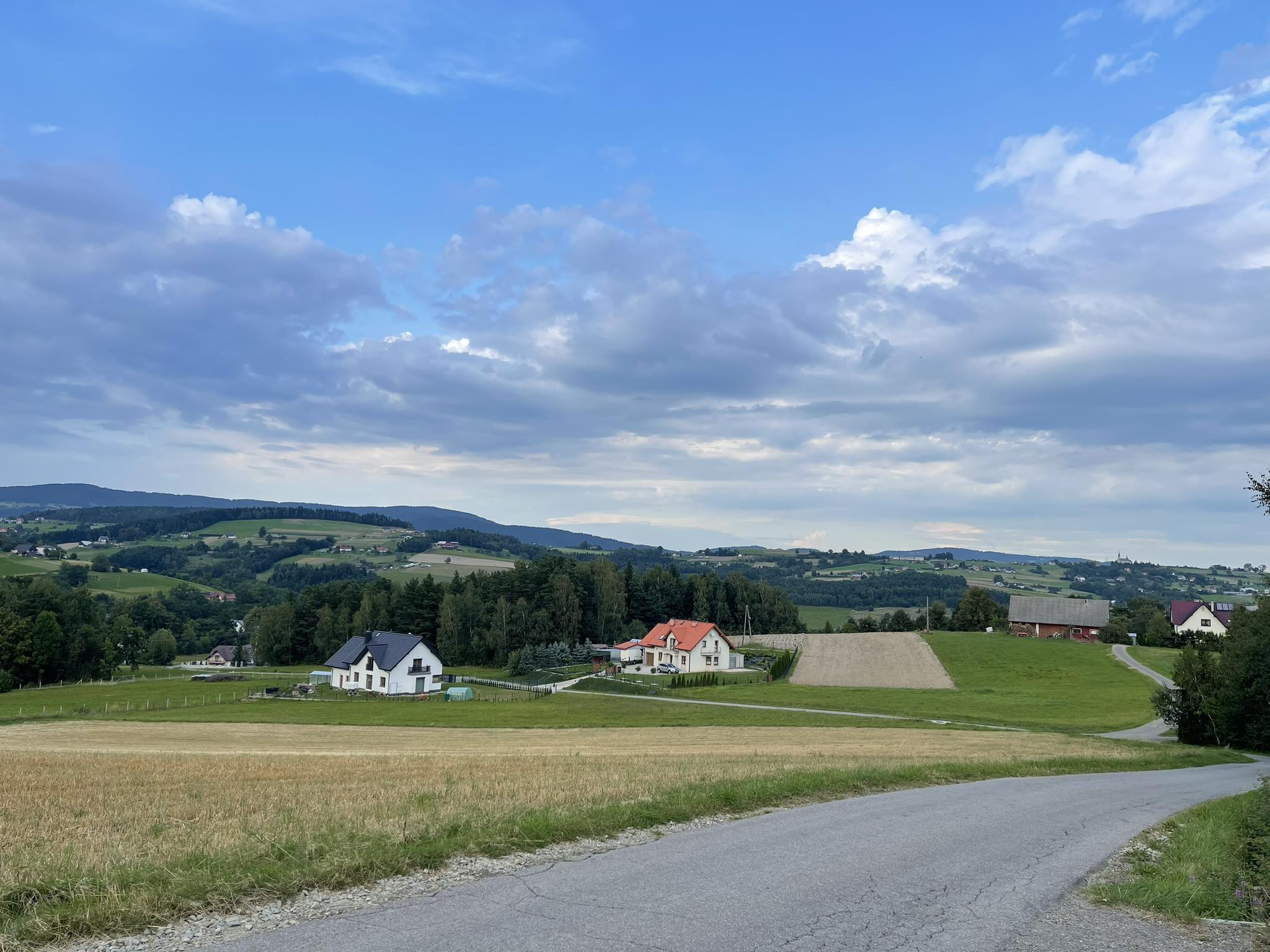
Widok z Berdychowa. W tle widoczna miejscowość Kanina
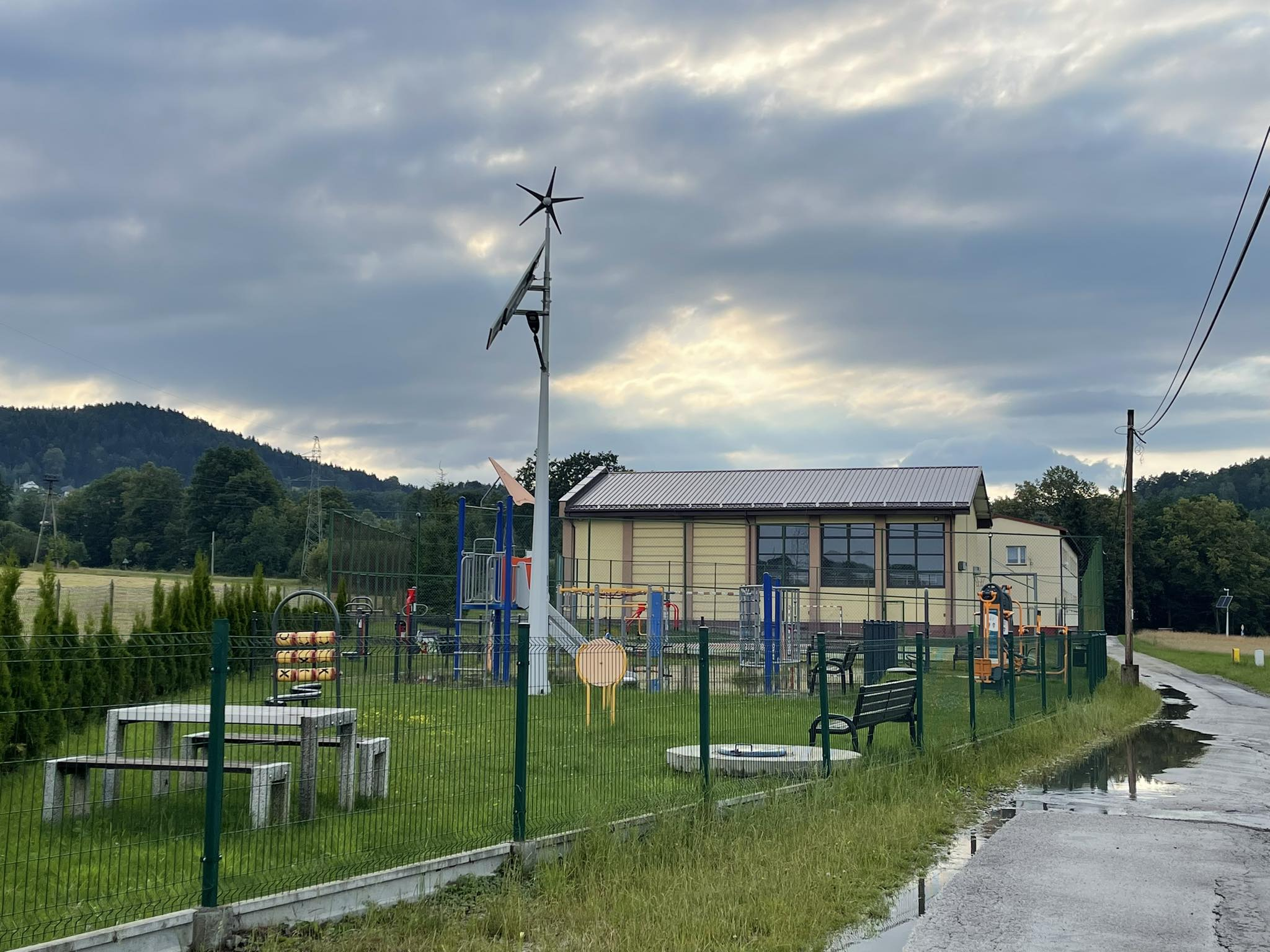
Plac zabaw, siłownia i hala sportowa